# 845かがわ
『845かがわ』（はちよんごかがわ）は、1996年4月1日から2022年4月1日までNHK高松放送局で放送されていた香川県の『NHKニュース』のローカルニュース番組。この時間帯のローカルニュースで唯一、「845」がタイトルの頭に来ているものだった（他地域では「地域名＋845」が多い）。後番組はゆう6かがわ845。

## 番組内容
- 香川県内のニュース・リポート
- 気象情報

## 放送時間
- 平日　20:45 - 21:00（JST）

※祝日・年末年始は休止し、20:55 - 21:00に松山からの四国ブロックニュースを放送。
※2018年5月1日・2日以降、平日でも特別編成により休止し、20:45 - 21:00に松山からの四国ブロックニュースを放送する場合がある。

## キャスター
- 高松放送局のアナウンサーが交替で担当。

## 関連番組
- ゆう6かがわ
- 645かがわ（2012年4月1日放送終了）